# 63. ročník udílení cen Emmy
63. ročník udílení cen Emmy, oceňující nejlepší počiny americké televizního vysílání v období od 1. června 2010 do 31. května 2011, se konal dne 18. září 2011 v Nokia Theatre v Los Angeles. Přímý přenos vysílala televizní stanice Fox. Předávání uváděla herečka Jane Lynch.

## Vítězové a nominovaní
Vítězi jsou uvedeni jako první a jsou vyznačeni tučně.

### Pořady
| Nejlepší komediální seriál | Nejlepší dramatický seriál |
| --- | --- |
| - Taková moderní rodinka (ABC) - Studio 30 Rock (NBC) - Teorie velkého třesku (CBS) - Glee (Fox) - Kancl (NBC) - Parks and Recreation (NBC)                                                               | - Šílenci z Manhattanu (AMC) - Impérium – Mafie v Atlantic City (HBO) - Dexter (Showtime) - Světla páteční noci (NBC/Audience Network) - Hra o trůny (HBO) - Dobrá manželka (CBS) |
| Nejlepší zábavný pořad | Nejlepší minisérie nebo televizní film |
| - The Daily Show with Jon Stewart (Comedy Central) - The Colbert Report (Comedy Central) - Conan (TBS) - Late Night with Jimmy Fallon (NBC) - Real Time with Bill Maher (HBO) - Saturday Night Live (NBC) | - Panství Downton (PBS) - Cinema verite (HBO) - Kennedyové (ReelzChannel) - Mildred Pierceová (HBO) - Pilíře země (Starz) - Velká krize (HBO)                                     |
| Nejlepší reality soutěžní program | |
| - The Amazing Race (CBS) - American Idol (Fox) - Dancing with the Stars (ABC) - Heidi Klum: svět modelingu (Lifetime) - Umíte tančit? (Fox) - Top Chef (Bravo)                                            | |

### Herectví

#### Hlavní role
| Nejlepší herec v komediálním seriálu | Nejlepší herečka v komediálním seriálu |
| --- | --- |
| - Jim Parsons jako Sheldon Cooper v seriálu Teorie velkého třesku (Epizoda: „The Agreement Dissection") (CBS) - Alec Baldwin jako Jack Donaghy v seriálu Studio 30 Rock (Epizoda: „Respawn") (NBC) - Steve Carell jako Michael Scott v seriálu Kancl (Epizoda: „Goodbye, Michael") (NBC) - Louis C.K. jako Louie v seriálu Rozvedený se závazky (Epizoda: „Bully") (FX) - Johnny Galecki jako Leonard Hofstadter v seriálu Teorie velkého třesku (Epizoda: „The Benefactor Factor") (CBS) - Matt LeBlanc jako on sám v seriálu Epizody (Epizoda: „The Fight") (Showtime)                                   | - Melissa McCarthy jako Molly Flynn v seriálu Mike a Molly (Epizoda: „First Date") (CBS) - Edie Falco jako Jackie Peyton v seriálu Sestřička Jackie (Epizoda: „Rat Falls") (Showtime) - Tina Fey jako Liz Lemon v seriálu Studio 30 Rock (Epizoda: „Double-Edged Sword") (NBC) - Laura Linneyová jako Cathy Jamison v seriálu Ve znamení raka (Epizoda: „Pilot") (Showtime) - Martha Plimptonová jako Virginia Chance v seriálu Vychovávat Hope (Epizoda: „Say Cheese") (Fox) - Amy Poehlerová jako Leslie Knope v seriálu Parks and Recreation (Epizoda: „Flu Season") (NBC)                                            |
| Nejlepší herec v dramatickém seriálu | Nejlepší herečka v dramatickém seriálu |
| - Kyle Chandler jako Eric Taylor v seriálu Světla páteční noci (Epizoda: „Always") (NBC/Audience Network) - Steve Buscemi jako Nucky Thompson v seriálu Impérium - Mafie v Atlantic City (Epizoda: „A Return to Normalcy") (HBO) - Michael C. Hall jako Dexter Morgan v seriálu Dexter (Epizoda: „Teenage Wasteland") (Showtime) - Jon Hamm jako Don Draper v seriálu Šílenci z Manhattanu (Epizoda: „The Suitcase") (AMC) - Hugh Laurie jako Gregory House v seriálu Dr. House (Epizoda: „After Hours") (Fox) - Timothy Olyphant jako Raylan Givens v seriálu Strážce pořádku (Epizoda: „Reckoning") (FX) | - Julianna Margulies jako Alicia Florrick v seriálu Dobrá manželka (Epizoda: „In Sickness") (CBS) - Kathy Batesová jako Harriet „Harry" Korn v seriálu Harry's Law (Epizoda: „Innocent Man") (NBC) - Connie Britton jako Tami Taylor v seriálu Světla páteční noci (Epizoda: „Always") (NBC/Audience Network) - Mireille Enos jako Sarah Linden v seriálu The Killing (Epizoda: „Missing") (AMC) - Mariska Hargitay jako Olivia Benson v seriálu Zákon a pořádek: Útvar pro zvláštní oběti (Epizoda: „Rescue") (NBC) - Elisabeth Mossová jako Peggy Olson v seriálu Šílenci z Manhattanu (Epizoda: „The Suitcase") (AMC) |
| Nejlepší herec v minisérii nebo televizním filmu | Nejlepší herečka v minisérii nebo televizním filmu |
| - Barry Pepper jako Robert F. Kennedy v minisérii Kennedyové (ReelzChannel) - Idris Elba jako detektiv John Luther v seriálu Luther (BBC America) - Laurence Fishburne jako Thurgood Marshall ve filmu Thurgood (HBO) - William Hurt jako Henry Paulson v seriálu Velká krize (HBO) - Greg Kinnear jako John F. Kennedy v seriálu Kennedyové (ReelzChannel) - Édgar Ramírez jako Ilich Ramírez Sánchez v seriálu Carlos (Sundance Channel) | - Kate Winsletová jako Mildred Pierce v minisérii Mildred Pierceová (HBO) - Taraji P. Henson jako Tiffany Rubin ve filmu Noj o syna: Příběh Tiffany Rubinové (Lifetime) - Diane Lane jako Patricia „Pat" Loud ve filmu Cinema verite (HBO) - Jean Marsh jako Rose Buck v minisérii Vyšší a nižší společnost (PBS) - Elizabeth McGovern jako Cora, komtesa z Granthamu v minisérii Panství Downton (PBS) |

#### Vedlejší role
| Nejlepší herec ve vedlejší roli v komediálním seriálu | Nejlepší herečka ve vedlejší roli v komediálním seriálu |
| --- | --- |
| - Ty Burrell jako Phil Dunphy v seriálu Taková moderní rodinka (Epizoda: „Good Cop Bad Dog") (ABC) - Chris Colfer jako Kurt Hummel v seriálu Glee (Epizoda: „Grilled Cheesus") (Fox) - Jon Cryer jako Alan Harper v seriálu Dva a půl chlapa (Epizoda: „The Immortal Billy Joel") (CBS) - Jesse Tyler Ferguson jako Mitchell Pritchett v seriálu Taková moderní rodinka (Epizoda: „Halloween") (ABC) - Ed O'Neill jako Jay Pritchet v seriálu Taková moderní rodinka (Epizoda: „The Kiss") (ABC) - Eric Stonestreet jako Cameron Tucker v seriálu Taková moderní rodinka (Epizoda: „Mother's Day") (ABC) | - Julie Bowen jako Claire Dunphy v seriálu Taková moderní rodinka (Epizoda: „Strangers on a Treadmill") (ABC) - Jane Krakowski jako Jenna Maroney v seriálu Studio 30 Rock (Epizoda: „Queen of Jordan") (NBC) - Jane Lynch jako Sue Sylvester v seriálu Glee (Epizoda: „Funeral") (Fox) - Sofía Vergara jako Gloria Delgado-Pritchett v seriálu Taková moderní rodinka (Epizoda: „Slow Down Your Neighbors") (ABC) - Betty Whiteová jako Elka Ostrovsky v seriálu Nouzové přistání (Epizoda: „Free Elka") (TV Land) - Kristen Wiigová v různých rolích v pořadu Saturday Night Live (Epizoda: „Host: Jane Lynch") (NBC)        |
| Nejlepší herec ve vedlejší roli v dramatickém seriálu | Nejlepší herečka ve vedlejší roli v dramatickém seriálu |
| - Peter Dinklage jako Tyrion Lannister v seriálu Hra o trůny (Epizoda: „Baelor") (HBO) - Andre Braugher jako Owen Thoreau mladší v seriálu Men of a Certain Age (Epizoda: „Let the Sunshine In") (TNT) - Josh Charles jako Will Gardner v seriálu Dobrá manželka (Epizoda: „Closing Arguments") (CBS) - Alan Cumming jako Eli Gold v seriálu Dobrá manželka (Epizoda: „Silver Bullet") (CBS) - Walton Goggins jako Boyd Crowder v seriálu Strážce pořádku (Epizoda: „The I of the Storm") (FX) - John Slattery jako Roger Sterling v seriálu Šílenci z Manhattanu (Epizoda: „Hands and Knees") (AMC)     | - Margo Martindale jako Mags Bennett v seriálu Strážce pořádku (Epizoda: „Brother's Keeper") (FX) - Christine Baranski jako Diane Lockhart v seriálu Dobrá manželka (Epizoda: „Silver Bullet") (CBS) - Michelle Forbesová jako Mitch Larsen v seriálu The Killing (Epizoda: „Pilot") (AMC) - Christina Hendricks jako Joan Holloway v seriálu Šílenci z Manhattanu (Epizoda: „The Summer Man") (AMC) - Kelly Macdonaldová jako Margaret Schroeder v seriálu Impérium - Mafie v Atlantic City (Epizoda: „Family Limitation") (HBO) - Archie Panjabi jako Kalinda Sharma v seriálu Dobrá manželka (Epizoda: „Getting Off") (CBS) |
| Nejlepší herec ve vedlejší roli v minisérii nebo televizním filmu | Nejlepší herečka ve vedlejší roli v minisérii nebo televizním filmu |
| - Guy Pearce jako Monty Beragon v minisérii Mildred Pierceová (HBO) - Paul Giamatti jako Ben Bernanke ve filmu Velká krize (HBO) - Brían F. O'Byrne kako Bert Pierce v minisérii Mildred Piercevá (HBO) - Tom Wilkinson jako Joseph P. Kennedy starší v seriálu Kennedyové (ReelzChannel) - James Woods jako Dick Fuld ve filmu Velká krize (HBO) | - Maggie Smithová jako Violet v seriálu Panství Downton (PBS) - Eileen Atkins jako Maud, Lady Holland v seriálu Vyšší a nižší společnost (PBS) - Melissa Leo jako Lucy Gessler v minisérii Mildred Pierceová (HBO) - Mare Winningham jako Ida Corwin v minisérii Mildred Pierceová (HBO) - Evan Rachel Woodová jako Veda Pierce v minisérii Mildred Pierceová (HBO) |

### Režie
| Nejlepší režie komediálního seriálu | Nejlepší režie dramatického seriálu |
| --- | --- |
| - Michael Spiller za seriál Taková moderní rodinka (Epizoda: „Halloween") (ABC) - Pamela Fryman za seriál Jak jsem poznal vaši matku (Epizoda: „Subway Wars") (CBS) - Steven Levitan za seriál Taková moderní rodinka (Epizoda: „See You Next Fall") (ABC) - Gail Mancuso za seriál Taková moderní rodinka (Epizoda: „Slow Down Your Neighbors") (ABC) - Beth McCarthy-Miller za seriál Studio 30 Rock (Epizoda: „Live Show) (NBC) | - Martin Scorsese za seriál Impérium – Mafie v Atlantic City (Epizoda: „Boardwalk Empirep") (HBO) - Patty Jenkinsová za seriál The Killing (Epizoda: „Pilot") (AMC) - Neil Jordan za seriál Borgiové (Epizoda: „The Poisoned Chalice / The Assassin") (Showtime) - Tim Van Patten za seriál Hra o trůny (Epizoda: „Winter is Coming") (HBO) - Jeremy Podeswa za seriál Impérium - Mafie v Atlantic City (Epizoda: „Anastasia") (HBO) |
| Nejlepší režie minisérie, televizního filmu nebo dramatického speciálu | Nejlepší režie minisérie, televizního filmu nebo dramatického speciálu |
| - Don Roy King za Saturday Night Live (NBC) - Jerry Foley za Noční show Davida Lettermana (CBS) - Gregg Gelfand za American Idol (Fox) - Jim Hoskinson za The Colbert Report (Comedy Central) - Chuck O'Neil za The Daily Show with Jon Stewart (Comedy Central) | - Brian Percival za minisérii Panství Downton (PBS) - Olivier Assayas za minisérii Carlos (Sundance Channel) - Shari Springer Berman a Robert Pulcini za film Cinema verite (HBO) - Curtis Hanson za film Velká krize (HBO) - Todd Haynes za minisérii Mildred Pierceová (HBO) |

### Scénář
| Nejlepší scénář pro komediální seriál | Nejlepší scénář pro dramatický seriál |
| --- | --- |
| - Steven Levitan a Jeffrey Richman za seriál Taková moderní rodinka (Epizoda: „Caught in the Act") (ABC) - Louis C.K. za seriál Rozvedený se závazky (Epizoda: „Poker/Divorce") (FX) - David Crane a Jeffrey Klarik za seriál Epizody (Epizoda: „The Fight") (Showtime) - Greg Daniels za seriál Kancl (Epizoda: „Goodbye, Michael") (NBC) - Matt Hubbard za seriál Studio 30 Rock (Epizoda: „Reaganing") (NBC) | - Jason Katims za seriál Světla páteční noci (Epizoda: „Always") (NBC/Audience Network) - David Benioff a D.B. Weiss za seriál Hra o trůny (Epizoda: „Baelor") (HBO) - Andre Jacquemetton a Maria Jacquemetton za seriál Šílenci z Manhattanu (Epizoda: „Blowing Smoke") (AMC) - Veena Sud za seriál The Killing (Epizoda: „Pilot") (AMC) - Matthew Weiner za seriál Šílenci z Manhattanu (Epizoda: „The Suitcase") (AMC) |
| Nejlepší scénář pro zábavný pořad | Nejlepší scénář pro minisérii, televizní film nebo dramatický speciál |
| - The Daily Show with Jon Stewart (Comedy Central) - The Colbert Report (Comedy Central) - Conan (TBS) - Late Night with Jimmy Fallon (NBC) - Saturday Night Live (NBC) | - Julian Fellowes za minisérii Panství Downton (PBS) - Peter Gould za film Velká krize (HBO) - Todd Haynes a Jon Raymond za minisérii Mildred Pierceová (HBO) - Steven Moffat za minisérii Sherlock: - Studie v růžové (PBS) - Heidi Thomas za minisérii Vyšší a nižší společnost (PBS) |